# The Auction Block
The Auction Block è un film muto statunitense del 1926 diretto da Hobart Henley. La sceneggiatura di Fanny e Frederic Hatton si basa su The Auction Block: A Novel of New York Life, romanzo di Rex Beach pubblicato a New York nel 1914 che era già stato portato sullo schermo nel 1917 da un precedente The Auction Block con Rubye De Remer e Florence Deshon.

## Trama
Bob Wharton sposa la reginetta di bellezza Lorelei Knight, per poi cadere nelle braccia di Bernice Lane durante la loro luna di miele. Lorelei lo abbandona per tornare a casa, ma il marito ha intenzione di riconquistarla. L'occasione si presenta a un'asta di beneficenza.

## Produzione
La Metro-Goldwyn-Mayer pensò, nel 1925, di riproporre dopo otto anni il romanzo di Rex Beach che, nel 1917, era stato uno dei successi della Goldwyn. Il soggetto fu riscritto dalla coppia di sceneggiatori Fanny e Frederic Hatton, che diedero alla storia una rimescolata; per interpreti, furono presi Charles Ray (nella parte di un ricco newyorkese, un ruolo inusuale per lui) ed Eleanor Boardman, in quella di una reginetta di bellezza del Sud.

## Distribuzione
Il copyright del film, richiesto dalla Metro-Goldwyn-Mayer, fu registrato il 1º marzo 1926 con il numero LP22467.

Distribuito dalla MGM, il film uscì nelle sale degli Stati Uniti il 1º febbraio 1926; in Finlandia, il 27 settembre 1926; in Portogallo, dove fu distribuito come A Rainha da Beleza, il 25 gennaio 1928; in Spagna prese il titolo di En pública subasta.
Non si conoscono copie ancora esistenti della pellicola che viene considerata presumibilmente perduta.